# بريفارد
بريفارد (بالإنجليزية: Brevard)‏ هي مدينة أمريكية ومركز مقاطعة ترانسيلفانيا في ولاية كارولاينا الشمالية في الولايات المتحدة الأمريكية.

## التركيبة السكانية
حدّد مكتب تعداد الولايات المتحدة بيانات التركيبة السكانية لبريفارد في تعداد الولايات المتحدة. في ما يلي، التركيبة السكانية حسب تعدادي 2000 و2010.

### تعداد عام 2000
بلغ عدد سكان بريفارد 6,789 نسمة بحسب تعداد عام 2000، وبلغ عدد الأسر 2,826 أسرة وعدد العائلات 1,699 عائلة مقيمة في المدينة. في حين سجلت الكثافة السكانية 489.8 نسمة لكل كيلومتر مربع (1,268.6/ميل2). وبلغ عدد الوحدات السكنية 3,058 وحدة بمتوسط كثافة قدره 220.6 لكل كيلومتر مربع (571.4/ميل2).
وتوزع التركيب العرقي للمدينة بنسبة 84.81% من البيض و11.53% من الأمريكيين الأفارقة و0.22% من الأمريكيين الأصليين و0.88% من الأمريكيين ذوي الأصول الآسيوية و0.07% من سكان جزر المحيط الهادئ و0.46% من الأعراق الأخرى و2.02% من عرقين مختلطين أو أكثر و1.13% من الهسبانيون أو اللاتينيون من أي عرق.
بلغ عدد الأسر 2,826 أسرة كانت نسبة 24.7% منها لديها أطفال تحت سن الثامنة عشر تعيش معهم، وبلغت نسبة الأزواج القاطنين مع بعضهم البعض 44.2% من أصل المجموع الكلي للأسر، ونسبة 13.3% من الأسر كان لديها معيلات من الإناث دون وجود شريك، بينما كانت نسبة 2.7% من الأسر لديها معيلون من الذكور دون وجود شريكة وكانت نسبة 39.9% من غير العائلات. تألفت نسبة 36% من أصل جميع الأسر من عدة أفراد يعيشون في نفس المنزل ونسبة 18.9% كانت تتألف من شخص يعيش بمفرده يبلغ من العمر 65 عاماً أو أكثر. وبلغ متوسط حجم الأسرة المعيشية 2.12، أما متوسط حجم العائلات فبلغ 2.73.
بلغ العمر الوسطي للسكان 44.6 عاماً. وكانت نسبة 18.2% من القاطنين تحت سن الثامنة عشر، وكانت نسبة 6.8% بين الثامنة عشر والرابعة والعشرين عاماً، ونسبة 19.4% كانت واقعةً في الفئة العمرية ما بين الخامسة والعشرين والرابعة والأربعين عاماً، ونسبة 20.9% كانت ما بين الخامسة والأربعين والرابعة والستين، ونسبة 22.7% كانت ضمن فئة الخامسة والستين عاماً فما فوق. يوجد لكل 100 أنثى 80.2 ذكر، ويوجد لكل 100 أنثى في الثامنة عشر من عمرها فما فوق 73.6 ذكر.
بلغ متوسط دخل الأسرة في المدينة 33,497 دولارًا، أما متوسط دخل العائلة فبلغ 44,489 دولارًا. وكان متوسط دخل الذكور 26,929 دولارًا مقابل 21,348 دولارًا للإناث. وسجل دخل الفرد الخاص بالمدينة 18,256 دولارًا. وكانت نسبة 7.6% من العائلات ونسبة 10.7% من السكان تحت خط الفقر، وكان من هؤلاء نسبة 17.6% تحت سن الثامنة عشر ونسبة 5.9% في الخامسة والستين من العمر وما فوق.

### تعداد عام 2010
بلغ عدد سكان بريفارد 7,609 نسمة بحسب تعداد عام 2010، وبلغ عدد الأسر 3,347 أسرة وعدد العائلات 1,766 عائلة مقيمة في المدينة. في حين سجلت الكثافة السكانية 549 نسمة لكل كيلومتر مربع (1,421.9/ميل2). وبلغ عدد الوحدات السكنية 3,867 وحدة بمتوسط كثافة قدره 279 لكل كيلومتر مربع (722.6/ميل2).
وتوزع التركيب العرقي للمدينة بنسبة 83.31% من البيض و11.04% من الأمريكيين الأفارقة و0.28% من الأمريكيين الأصليين و0.97% من الأمريكيين ذوي الأصول الآسيوية و1.73% من الأعراق الأخرى و2.67% من عرقين مختلطين أو أكثر و3.75% من الهسبانيون أو اللاتينيون من أي عرق.
بلغ عدد الأسر 3,347 أسرة كانت نسبة 21.6% منها لديها أطفال تحت سن الثامنة عشر تعيش معهم، وبلغت نسبة الأزواج القاطنين مع بعضهم البعض 36.6% من أصل المجموع الكلي للأسر، ونسبة 13.6% من الأسر كان لديها معيلات من الإناث دون وجود شريك، بينما كانت نسبة 2.6% من الأسر لديها معيلون من الذكور دون وجود شريكة وكانت نسبة 47.2% من غير العائلات. تألفت نسبة 41.4% من أصل جميع الأسر من عدة أفراد يعيشون في نفس المنزل ونسبة 24.1% كانت تتألف من شخص يعيش بمفرده يبلغ من العمر 65 عاماً أو أكثر. وبلغ متوسط حجم الأسرة المعيشية 2.02، أما متوسط حجم العائلات فبلغ 2.73.
بلغ العمر الوسطي للسكان 46.9 عاماً. وكانت نسبة 17.2% من القاطنين تحت سن الثامنة عشر، وكانت نسبة 12.6% بين الثامنة عشر والرابعة والعشرين عاماً، ونسبة 18.6% كانت واقعةً في الفئة العمرية ما بين الخامسة والعشرين والرابعة والأربعين عاماً، ونسبة 22.2% كانت ما بين الخامسة والأربعين والرابعة والستين، ونسبة 29.5% كانت ضمن فئة الخامسة والستين عاماً فما فوق. وتوزع التركيب الجنسي للسكان بنسبة 43.9% ذكور و56.1% إناث.

## أعلام
- كيسي هايز
- راندي جونسون
- بويس مكدانيل
- هنري فرانكلين فلويد
- جاك فورسيث